# Aras (Navarra)
Aras és un municipi de Navarra, a la comarca d'Estella Occidental, dins la merindad d'Estella. Limita al sud amb Viana, al nord amb Aguilar de Codés i Azuelo i a l'est amb Bargota.

## Topònim
El nom del poble semblar estar relacionat amb la paraula llatina ara, que significa altar. El poble és i ha estat conegut tant sota el nom de' Aras, com Tres Aras, encara que el primer nom és el més estès i l'únic oficial. L'etimologia més estesa i popular fa derivar el nom del poble dels tres altars (ares) existents, és a dir l'església i les respectives ermites del poble. L'escut del poble, que mostra tres esglésies, reflecteix fidelment aquesta etimologia popular. D'aquest lloc de Tres Ares hauria derivat el posterior nom Aras.
No tots els filòlegs i historiadors estan d'acord amb aquesta teoria. L'historiador Juan Cruz Labeaga, en el seu llibre sobre Aras, planteja la hipòtesi que, atès que Aras se situava en una zona fronterera de Navarra, probablement els altars als quals faria referència el nom del poble serien en realitat fites o pedres de límits fronterers. És probable no obstant això, que el nom original fora Aras i que Tres Aras sorgís com una variant posterior arran de relacionar el nom del poble amb les esglésies que tenia. De fet Aras ha estat sempre el nom oficial del poble i en els registres més antics que es conserven, s'esmenta el poble com Aras, a seques. (1350).

## Demografia
| Evolució demogràfica                            | Evolució demogràfica | Evolució demogràfica | Evolució demogràfica | Evolució demogràfica | Evolució demogràfica | Evolució demogràfica | Evolució demogràfica | Evolució demogràfica | Evolució demogràfica | Evolució demogràfica |
| 1996                                            | 1998                 | 1999                 | 2000                 | 2001                 | 2002                 | 2003                 | 2004                 | 2005                 | 2006                 | 2007                 |
| ----------------------------------------------- | -------------------- | -------------------- | -------------------- | -------------------- | -------------------- | -------------------- | -------------------- | -------------------- | -------------------- | -------------------- |
| 227                                             | 228                  | 226                  | 229                  | 225                  | 222                  | 225                  | 222                  | 217                  | 202                  | 195                  |
| Fonts: Aras i Institut d'Estadística de Navarra |                      |                      |                      |                      |                      |                      |                      |                      |                      |                      |